# Seznam filmov Universal Pictures
Seznam filmov v produkciji in/ali distribuciji ameriškega studia Universal Pictures začetku leta 1912.

## 1920.
- The Adorable Savage (1920), njihov prvi celovečerni film
- The Hunchback of Notre Dame (1923)
- Fantom opere (1925)
- Melody of Love (1928), njihov prvi all talki zvočni film
- Broadway (1929), njihov prvi zvočni film z nekaj barvnimi sekvencami

## 1930.
- King of Jazz (1930), prvi njihov vsebarvno-zvočni film
- Frankestein (1931)
- Drakula (1931)
- Mumija (1932)
- Nevidni mož (1935)
- Frankesteinova nevesta (1935)
- Flash Gordon (1936), serija
- Hči Drakulove (1936)
- Frakensteinov sin (1939)

## 1940.
- Volkodlak (1941)
- Grobnica mumije (1942)
- Frankestein sreča volkodlaka (1943)
- Fantom opere (1943)
- Sin Drakule (1943)
- Duh mumije (1944)
- Frankensteinova hiša (1944)
- Urok mumije (1944)
- Hiša Drakule (1944)
- Hamlet (1948)
- Abbot in Costello srečata Frankensteina (1948)

## 1950.
- Abbot in Costello srečata nevidnega moža (1951)
- Abbot in Costello gresta na Mars (1953)

## 1960.
- Spartak (1960)
- Ubiti ptico oponašalko (1962)
- Rt strahu (1962)
- Ptiči(1963)
- King Kong proti Godzilli (1963), ZDA porazdelitev 1962 japonski Toho film
- Pobeg King Konga (1968), ZDA distribucije je japonski 1967 Toho filma

## 1970.
- Letališče (1970)
- Frenzy (1972)
- Ameriški grafiti (1973), koprodukcija z Lucas Film in Coppola Company, in nadaljevanja
- Letališče 1975 (1974)
- Žrelo (1975), (in tri nadaljevanja)
- Letališče'77 (1977)
- Smokey and the Bandit (1977), (in dve nadaljevanji)
- Sgt. Pepper's Lonely Hearts Club Band (1978)
- National Lampoon's Animal house (1978)
- Grški tajkun (1978)
- Noč čarovnic (1978), (in nadaljevanja)
- Drakula (1979)
- Konkord…Letališče'79 (1979)

## 1980.
- Coal miner's daughter (1980)
- The blues brothers (1980)
- Xanadu (1980)
- Flash Gordon (1980), (distribucija samo v ZDA)
- The Great Muppet Caper (1981), distributer, pravice, ki so zdaj v lasti z The Muppets Holding Company z Disney trenutno ravnanje distribucijo
- Konan Barbar (1982), koprodukcija z 20th Century Fox
- Vesoljček E.T. (1982), koprodukcija z Amblin Entertainment
- Pogrešani (1982)
- Podli fantje (1983), pravice, ki zdaj pripadajo StudioCanal
- Konan uničevalec (1984)
- Vrnitev v prihodnost (1985), (koprodukcija z Amblin Entertainment, in dve nadaljevanji)
- Legenda (1986), (koprodukcija z 20th Century Fox)
- Princ teme (1987)

## 1990.
- Alfred Hitchcock: Umetnost snemanja filma (1990)
- Jetsons: Film (1990), koprodukcija z Hanna-Barbera Productions
- Otroška igra 2 (1990)
- Policaj v vrtcu (1990)
- Problematični mulc (1990), koprodukcija z Imagine Entertainment
- Problematični mulc 2 (1991), koprodukcija z Imagine Entertainment
- Otroška igra 3 (1991)
- Jungle Fever (1991), koprodukcija z 40 Acres and A Mule Filmworks
- Rt strahu (1991), koprodukcija z Amblin Entertainment
- Beethoven (1992), koprodukcija z Northern Lights Entertainment
- Beethoven 2 (1993), koprodukcija z Northern Lights Entertainment
- Jurski park (1993), koprodukcija z Amblin Entertainment in tri nadaljevanji
- Šindlerjev seznam (1993), koprodukcija z Amblin Entertainment
- Kremenčkovi (1994), koprodukcija z Amblin Entertainment, Hanna-Barbera Productions in Jim Henson Productions, in nadaljevanja
- Resnične laži (1994), koprodukcija z 20th Century Fox in Lightstorm Entertainment
- Apollo 13 (1995), koprodukcija z Imagine Entertainment
- Babe (1995), koprodukcija z Jim Henson Productions, in nadaljevanja
- Waterworld (1995), koprodukcija z Imagine Entertainment
- Kazino (1995)
- Kasper (1995), koprodukcija z Amblin Entertainment in The Harvey Entertainment Company
- 12 opic (1995)
- Flipper (1996), koprodukcija z The Bubble Factory
- Trčeni profesor (1996), koprodukcija z Imagine Entertainment
- Ti, ti lažnivec (1997), koprodukcija z Imagine Entertainment
- Mumija (1999), (koprodukcija z Alphaville, in dve nadaljevanji)
- Ameriška pita (1999), (koprodukcija z Summit Entertainment, in pet nadaljevanj)

## 2000.
- Gladiator (2000), koprodukcija z DreamWorks
- How the Grinch Stole Christmas (2000), koprodukcija z Imagine Entertainment, remake MGM filma iz leta 1966
- Erin Bronkovich (2001), koprodukcija z Columbia Pictures
- Hannibal (2001), koprodukcija z MGM
- Dnevnik Bridget Jones (2001), koprodukcija z Miramax Films, StudioCanal in Working Title Films
- Jossie and the pussycats (2001), koprodukcija z MGM
- Njegovi tastari (2004), koprodukcija z DreamWorks
- King Kong (2005), koprodukcija z WingNut Films
- Miami Vice (2006)
- Georgia rule (2007), koprodukcija z Morgan Creek
- Mamma Mia!(2008), koprodukcija
- Brüno(2009), koprodukcija z Media Rights Capital in Four by Two Films

## 2010.
- Volkodlak (2010), koprodukcija z Relativity Media
- Jaz, baraba (2010), koprodukcija z Illumination Entertainment
- Izginotje (2015), koprodukcija z Amblin Entertainment in Legendary Pictures